# جوزيف دارت
جوزيف دارت (بالإنجليزية: Joseph Dart)‏ هو شخصية أعمال ومخترِع ومحامي أمريكي، ولد في 1799 في Middle Haddam Historic District ‏ في الولايات المتحدة، وتوفي في 1879.